# Lithacodia veternosa
Lithacodia veternosa är en fjärilsart som beskrevs av William Schaus 1911. Lithacodia veternosa ingår i släktet Lithacodia och familjen nattflyn. Inga underarter finns listade i Catalogue of Life.